# هربرت هيدينيريتش
هربرت هيدينيريتش (بالألمانية: Herbert Heidenreich)‏ هو لاعب كرة قدم ألماني في مركز الهجوم، ولد في 15 نوفمبر 1954 في بيندلآخ في ألمانيا. لعب مع بوروسيا مونشنغلادباخ وتنس بوروسيا برلين ونادي نورنبرغ.

## وصلات خارجية
- هربرت هيدينيريتش على موقع قاعدة بيانات كرة القدم.إي يو (الإنجليزية)
- هربرت هيدينيريتش على موقع بيانات كرة القدم. دي إي (الألمانية)
- هربرت هيدينيريتش على موقع عالم كرة القدم.نت (الإنجليزية)